# 프랜시스 휴스
프랜시스 휴스(Francis Hughes, 1956년 2월 28일 ~ 1981년 5월 12일)는 아일랜드 공화국군 임시파(PIRA) 요원이다. 휴즈는 1977년 4월 18일 머니무어 읍에서 영국 특수부대인 특수공정부대(SAS)를 습격해 장교 두 명을 죽인 뒤 한동안 북아일랜드에서 최고 요주의 수배 대상이었다. 이후 1978년 3월 17일 영국 육군과 총격전을 주고받은 뒤 체포되었다. 재판에서 83년형을 선고받고 복역하던 중 1981년 단식투쟁에 동참하여 아사하였다.